# R.E.M. (band)
R.E.M. was een Amerikaanse alternatieve-rockband die in 1980 in Athens (Georgia) werd opgericht.

## Geschiedenis
De geschiedenis van R.E.M. gaat terug tot januari 1980. Peter Buck werkte in een platenzaak, waar hij Michael Stipe ontmoette. De twee raakten aan de praat en bleken muzikaal gezien te klikken; beide heren hadden een zwak voor Patti Smith, Television en The Velvet Underground. Een gezamenlijke vriend op de University of Georgia stelde Stipe en Buck voor aan Bill Berry en Mike Mills, die al vanaf de middelbare school samen muziek maakten. De vier besloten samen liedjes te maken, verder nog zonder enig plan. Op 5 april 1980 speelde de nog naamloze band hun eerste show op een verjaardag, met een repertoire van eigen liedjes en covers van jaren '60 en -'70-hits. Na namen als "Cans of Peas", "Negro Wives", "Slug Bank" en "The Dry Sundaes" viel de keuze op R.E.M. (Rapid eye movement).
Hun eerste single Radio Free Europe, verscheen in 1981, en een jaar later verscheen hun eerste EP Chronic Town. De ep werd echter opgepikt door een relatief klein publiek. Hoewel de plaat veel positieve kritieken kreeg, merkten alleen alternatieve studentenkringen "Chronic Town" op. Opvolger Murmur doet het publiek van R.E.M. groeien, maar buiten de alternatieve scene bleef de band onbekend. Dit komt mede omdat R.E.M. een ander, veel alternatiever geluid had dan te doen gebruikelijk in de jaren '80. De band wordt dan ook nauwelijks gedraaid op de Amerikaanse radio en blijft een undergrondband.
In 1984 bracht R.E.M. het album Reckoning op de markt, waarmee de band ook bekendheid verwierf aan de andere kant van de oceaan. Europese muziekliefhebbers zien in R.E.M. een van de boegbeelden van de niet-commerciële Amerikaanse pop. De band wordt een schoolvoorbeeld van alternatieve rock, met eigenzinnige composities die een combinatie waren van folk en rock. Maar ook in Europa valt de muziek buiten de hitlijsten.
Het album Document bezorgt de band in 1987 de doorbraak in Amerika. Met de singles van het album bereikte R.E.M. ook eindelijk de Amerikaanse radiostations. The One I Love werd de eerste Amerikaanse hit voor R.E.M. en ook in Nederland was men lovend; het nummer werd 3voor12's Song van het Jaar 1987. Ook It's the End of the World as We Know It (And I Feel Fine) werd een hit in Amerika. De nummers bereikten de Nederlandse Top 40 echter niet. Omdat R.E.M. geen compromissen heeft gesloten, blijven de undergroundfans de band trouw, ook nadat de successen komen. Het album Green bracht in Amerika de hits Orange Crush en Stand voort.
De grote Europese doorbraak kwam met het album Out of Time (1991). Met Losing My Religion en Shiny Happy People scoort R.E.M. de eerste grote hits in Nederland, tot op de dag van vandaag zijn het nog zeer bekende nummers. Het album leverde R.E.M. zeven Grammy-nominaties op, waarvan ze er drie wonnen. Bij het album volgde echter geen tournee. Ook het ingetogen Automatic for the People werd een zeer succesvol album, met klassiekers als Drive, Man on the Moon, Everybody Hurts, Nightswimming en Find the River.
Platenmaatschappij Warner Bros. bood na het verschijnen van het album Monster (1994), dat een hit werd in de Verenigde Staten, Groot-Brittannië en Nederland, het meest lucratieve platencontract dat tot dan toe was gesloten: 80 miljoen dollar voor vijf albums. Hoewel de singles What's the Frequency, Kenneth? en Bang and Blame hits werden, begon het succes van R.E.M. vanaf die tijd af te nemen. Privé kregen de bandleden ook tegenslagen te verduren; Berry kreeg een beroerte en moet een hersenoperatie ondergaan. Mills' darmkanaal dwong hem naar de operatietafel en Stipes hernia werd zo erg dat ook hij onder het mes moest.
R.E.M. tekende in 1996 een platencontract voor 160 miljoen dollar. New Adventures in Hi-Fi bracht verschillende stijlen samen tot een geheel. Op het album staan echter geen hitsingles en daarom stelde het album commercieel enigszins teleur.
Berry nam eind 1997 ontslag omdat hij meer vrije tijd wilde. Zonder hem en zonder vaste vervanger namen Stipe en Buck het album Up op. De recensies waren positief en R.E.M. wilde de cd alleen met televisieoptredens promoten. Maar weer viel de verkoop tegen en de band vertrok in de zomer van 1999 toch op tournee. Twee jaar later verscheen het album Reveal, waarvan Imitation of Life een hit werd. Dit werd hun laatste Top 40-hit in Nederland.

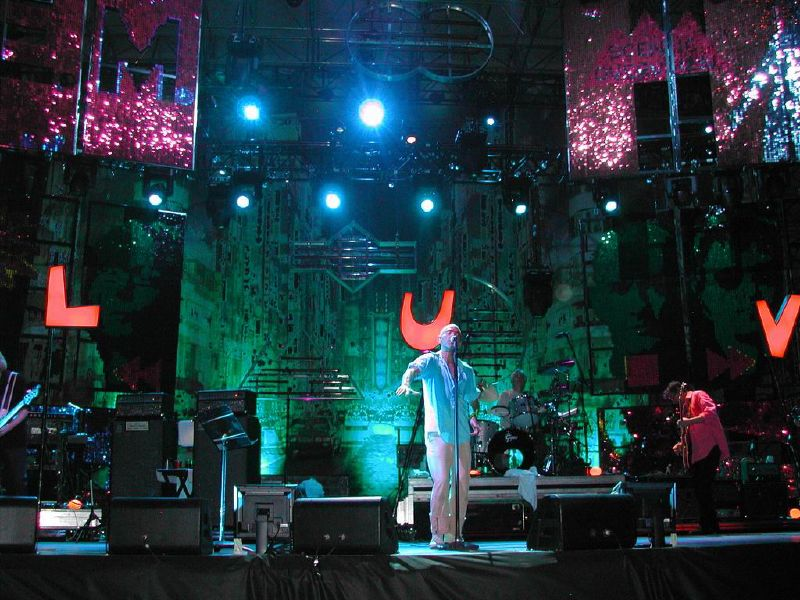
R.E.M. in Padua op 22 juli 2003

Het album Around the Sun uit 2004 was een politiek getinte plaat, gericht tegen het beleid van toenmalig Amerikaans president George W. Bush. Bij de Amerikaanse presidentsverkiezingen van 2004 steunde R.E.M openlijk de Democratische presidentskandidaat John Kerry. Tijdens het maken van deze plaat ging het onderling niet goed in de band, het kwam zelfs zo ver dat de bandleden niet meer met elkaar spraken. Het opnemen werd een lang en slepend proces, waardoor ze hun oorspronkelijke inspiratie waarmee ze aan het album begonnen, kwijt raakten.
In 2006 werd R.E.M. opgenomen in de Georgia Music Hall of Fame.
Begin maart 2011 verscheen het vijftiende album van R.E.M., getiteld Collapse Into Now. De eerste single van het album werd Überlin en verscheen in januari 2011. Op 21 september 2011 berichtte de website van de band dat R.E.M. ermee stopte, met als toevoeging dat de groep met veel verbazing, maar ook dankbaarheid terugkeek op wat in 31 jaar muziekleven was bereikt. De band nam afscheid met het verzamelalbum Part Lies, Part Heart, Part Truth, Part Garbage, 1982–2011, met naast de hits nog drie nieuwe nummers, die definitief een streep zetten onder R.E.M.
Sindsdien doen er regelmatig geruchten de ronde dat de bandleden weer bij elkaar zouden komen. In oktober 2019 zei Michael Stipe tijdens de presentatie van zijn fotoboek in Rome dat hij nog altijd "goede vrienden" was met Mills en Buck, "maar R.E.M.'s tijd is voorbij". In september 2021, tien jaar na de ontbinding, herhaalde Stipe dat R.E.M. niet van plan was om zich te hergroeperen. Stipe vond de aanleiding voor bands om bij elkaar te komen "geldklopperij" en "ordinair". In 2023 werd R.E.M. genomineerd voor opname in de Songwriters Hall of Fame. In juni 2024 werd de band opgenomen. Om deze gelegenheid te vieren, kwamen alle vier de bandleden op 13 juni 2024 voor één keer weer bij elkaar voor hun eerste openbare liveoptreden sinds 2007 en voerden ze een akoestische versie van "Losing My Religion" uit in New York. Alle geruchten dat deze reünie naar meer smaakte, werden door Stipe meteen ontkracht.

## Bezetting
R.E.M. bestond uit:
- Michael Stipe (zang)
- Peter Buck (gitaar)
- Mike Mills (basgitaar)
- Bill Berry (drums)

Drummer Bill Berry verliet de band in 1997. Tijdens een concert in 1995 in het Zwitserse Lausanne was hij bijna bezweken aan een hersenaneurysma en hij leed aan een zware depressie. Sinds hij de groep verliet, deed de groep voor concerten en opnames een beroep op freelance-drummers. Vanaf 2001 was Bill Rieflin (ex-Ministry en -Nine Inch Nails) de vaste invaldrummer tijdens studio-opnames en liveconcerten. Ken Stringfellow, bekend van The Posies, speelde als gastgitarist mee op de Wereldtournees in 1999, 2003, 2004 en 2005. Hij speelde eveneens mee op verschillende lp's inclusief Man on the Moon (soundtrack), Reveal en Around the Sun.

## Activisme
R.E.M. stond bekend als politiek actief. Zanger Michael Stipe uitte regelmatig zijn maatschappelijk engagement en maakte daar ook tijdens optredens geen geheim van. De band steunde het feminisme, het milieu en rechten van de mens door middel van optredens. In de Verenigde Staten stond R.E.M. lange tijd bekend als een van de liberaalste en politiek correctste bands. Mills steunde ook de People for the Ethical Treatment of Animals. Welke bandleden welke idealen aanhangen, bleef binnenskamers om te voorkomen dat anderen misbruik maken van deze verschillen. Ook heeft de band zich ingezet voor de mensenrechten in Myanmar.
De band was supporter van de Democratische Partij in de VS tijdens de campagne van John Kerry. In hun woonplaats Athens steunden ze burgemeester Gwen O'Looney tweemaal in de jaren negentig.

## Discografie

### Albums
Hieronder volgt een overzicht van de hoogste albumnoteringen in de VS, het VK, Nederland (aanvankelijk Veronica, later de Album Top 100) en België (Ultratop). Het maximumaantal albums in Nederland en België ligt op respectievelijk 100 en 200, maar was niet gelijk gedurende de jaren.
| Release         | Album                                                       | VS  | VK  | Nederland | Nederland | België | België | Opmerking  |
| Release         | Album                                                       | VS  | VK  | piek      | weken     | piek   | weken  | Opmerking  |
| --------------- | ----------------------------------------------------------- | --- | --- | --------- | --------- | ------ | ------ | ---------- |
| 1983            | Murmur                                                      | 36  | 100 | -         |           | -      |        |            |
| 1984            | Reckoning                                                   | 27  | 91  | -         |           | -      |        |            |
| 1985            | Fables of the Reconstruction                                | 28  | 35  | -         |           | -      |        |            |
| 1986            | Lifes Rich Pageant                                          | 21  | 43  | -         |           | -      |        |            |
| 1987            | Document                                                    | 10  | 28  | 47        | 8         | -      |        |            |
| 07-11-1988      | Green                                                       | 12  | 27  | -         |           | 108    | 4      |            |
| 1991            | Out of Time                                                 | 1   | 1   | 1(1wk)    | 65        | -      |        |            |
| 09-10-1992      | Automatic for the People                                    | 2   | 1   | 2         | 121       | 105    | 56     |            |
| 23-09-1994      | Monster                                                     | 1   | 1   | 1(1wk)    | 29        | 26     | 19     |            |
| 10-09-1996      | New Adventures in Hi-Fi                                     | 2   | 1   | 1(1wk)    | 11        | 1      | 13     |            |
| 26-10-1998      | Up                                                          | 3   | 2   | 16        | 13        | 4      | 20     |            |
| 18-05-2001      | Reveal                                                      | 6   | 1   | 7         | 14        | 2      | 10     |            |
| 05-10-2004      | Around the Sun                                              | 13  | 1   | 7         | 20        | 5      | 23     |            |
| 28-03-2008      | Accelerate                                                  | 2   | 1   | 2         | 18        | 1      | 21     |            |
| 04-03-2011      | Collapse into Now                                           | 5   | 5   | 8         | 10        | 5(2wk) | 12     |            |
| 18-11-2016      | Out of Time - 25th Anniversary Edition                      | -   | -   | 155       | 1         | 120    | 2      |            |
| 10-11-2017      | Automatic for the People - 25th Anniversary Edition         | -   | -   | -         |           | 52     | 5      |            |
| Livealbums:     |                                                             |     |     |           |           |        |        |            |
| 12-10-2007      | Live                                                        | 72  | 12  | 16        | 7         | 11     | 13     |            |
| 23-10-2009      | Live at the Olympia in Dublin - 39 songs                    | 95  | 68  | 59        | 1         | 40     | 3      |            |
| 23-05-2014      | Unplugged 1991 2001 - The Complete Sessions                 | 21  | 22  | 20        | 3         | 19     | 12     |            |
| 19-10-2018      | The Best of R.E.M. at the BBC                               | -   | 40  | 86        | 1         | 75     | 6      |            |
| Verzamelalbums: |                                                             |     |     |           |           |        |        |            |
| 1987            | Dead Letter Office                                          | 52  | 60  | -         |           | -      |        |            |
| 1988            | Eponymous                                                   | 44  | 69  | -         |           | -      |        |            |
| 1989            | Singleactiongreen                                           | -   | -   | -         |           | -      |        |            |
| 1991            | The Best of R.E.M.                                          | -   | 7   | 67        | 6         | -      |        |            |
| 1993            | The Automatic Box                                           | -   | -   | -         |           | -      |        |            |
| 1994            | R.E.M.: Singles Collected                                   | -   | -   | -         |           | -      |        |            |
| 1997            | R.E.M.: in the Attic – Alternative Recordings 1985–1989     | 185 | -   | -         |           | -      |        |            |
| 24-10-2003      | The Best of R.E.M. in Time 1988–2003                        | 8   | 1   | 7         | 22        | 1(3wk) | 37     |            |
| 2004            | iTunes Originals – R.E.M.                                   | -   | -   | -         |           | -      |        |            |
| 08-09-2006      | The Best of the I.R.S. Years 1982–1987 - And I feel Fine... | 116 | 70  | -         |           | 87     | 1      |            |
| 2008            | Collection                                                  | -   | -   | -         |           | -      |        |            |
| 2011            | R.E.M. Three                                                | -   | -   | -         |           | -      |        |            |
| 11-11-2011      | Part Lies, Part Heart, Part Truth, Part Garbage 1982–2011   | 55  | 19  | 14        | 11        | 8      | 22     |            |
| 29-08-2014      | Unplugged 2001                                              | -   | -   | -         |           | 196    | 1      |            |
| 2014            | Complete Rarities: I.R.S. 1982–1987                         | -   | -   | -         |           | -      |        |            |
| 2014            | Complete Warner Bros. rarities 1988–2011                    | -   | -   | -         |           | -      |        |            |
| 2014            | 7IN—83–88                                                   | -   | -   | -         |           | -      |        |            |
| Anders:         |                                                             |     |     |           |           |        |        |            |
| 1982            | Chronic Town                                                |     |     |           |           |        |        | ep         |
| 1999            | Man on the Moon                                             |     |     |           |           |        |        | soundtrack |
| 2001            | Not Bad for No Tour                                         |     |     |           |           |        |        | ep         |
| 2002            | r.e.m.IX                                                    |     |     |           |           |        |        | remixalbum |
| 2003            | Vancouver Rehearsal Tapes                                   |     |     |           |           |        |        | ep         |
| 2008            | Live from London                                            |     |     |           |           |        |        | ep         |
| 2009            | Reckoning Songs from the Olympia                            |     |     |           |           |        |        | ep         |
| 2009            | Deep Cuts: R.E.M.                                           |     |     |           |           |        |        | ep         |

### Singles
| Single met eventuele hitnotering(en) in de Nederlandse Top 40 | Datum van verschijnen | Datum van binnenkomst | Hoogste positie | Aantal weken | Opmerkingen                                                  |
| ------------------------------------------------------------- | --------------------- | --------------------- | --------------- | ------------ | ------------------------------------------------------------ |
| Losing My Religion                                            | 1991                  | 30-03-1991            | 1(3wk)          | 13           | Nr. 1 in de Nationale Top 100 / Veronica Alarmschijf Radio 3 |
| Shiny Happy People                                            | 1991                  | 15-06-1991            | 10              | 7            | met Kate Pierson / Nr. 13 in de Nationale Top 100            |
| Near Wild Heaven                                              | 1991                  | 24-08-1991            | tip11           | -            | Nr. 51 in de Nationale Top 100                               |
| Radio Song                                                    | 1991                  | 16-11-1991            | tip13           | -            | Nr. 56 in de Nationale Top 100                               |
| The One I Love                                                | 1991                  | 16-11-1991            | tip6            | -            | Nr. 69 in de Nationale Top 100                               |
| Drive                                                         | 1992                  | 17-10-1992            | 15              | 6            | Nr. 13 in de Nationale Top 100                               |
| Man on the Moon                                               | 1992                  | 28-11-1992            | tip4            | -            | Nr. 54 in de Nationale Top 100                               |
| Everybody Hurts                                               | 1993                  | 26-06-1993            | 4               | 13           | Nr. 4 in de Mega Top 50 / Alarmschijf                        |
| What's the Frequency, Kenneth?                                | 1994                  | 01-10-1994            | 21              | 5            | Nr. 21 in de Mega Top 50                                     |
| Bang and Blame                                                | 1994                  | 26-11-1994            | 26              | 3            | Nr. 24 in de Mega Top 50                                     |
| Strange Currencies                                            | 1995                  | 06-05-1995            | tip13           | -            | Nr. 41 in de Mega Top 50                                     |
| E-Bow the Letter                                              | 16-08-1996            | 07-09-1996            | tip11           | -            |                                                              |
| Electrolite                                                   | 1997                  | -                     |                 |              | Nr. 92 in de Mega Top 100                                    |
| Daysleeper                                                    | 27-10-1998            | 24-10-1998            | tip15           | -            | Nr. 64 in de Mega Top 100                                    |
| The Great Beyond                                              | 2000                  | -                     |                 |              | uit de film Man on the Moon / Nr. 91 in de Mega Top 100      |
| Imitation of Life                                             | 23-04-2001            | 28-04-2001            | 23              | 6            | Nr. 54 in de Mega Top 100                                    |
| Bad Day                                                       | 2003                  | 04-10-2003            | tip8            | -            | Nr. 68 in de B2B Single Top 100                              |
| Leaving New York                                              | 17-09-2004            | 09-10-2004            | tip13           | -            | Nr. 43 in de Mega Top 50                                     |
| Aftermath                                                     | 2004                  | -                     |                 |              | Nr. 44 in de Mega Top 50                                     |
| Supernatural Superserious                                     | 11-02-2008            | 01-03-2008            | tip10           | -            | Nr. 44 in de Mega Top 50                                     |
| We All Go Back to Where We Belong                             | 17-10-2011            | 29-10-2011            | tip19           | -            |                                                              |

| Single met hitnotering(en) in de Vlaamse Ultratop 50 | Datum van verschijnen | Datum van binnenkomst | Hoogste positie | Aantal weken | Opmerkingen                 |
| ---------------------------------------------------- | --------------------- | --------------------- | --------------- | ------------ | --------------------------- |
| Losing My Religion                                   | 19-02-1991            | 06-04-1991            | 1(2wk)          | 15           | Nr. 1 in de Radio 2 Top 30  |
| Shiny Happy People                                   | 06-05-1991            | 2-06-1991             | 2(2wk)          | 11           | Nr. 5 in de Radio 2 Top 30  |
| Drive                                                | 21-09-1992            | 24-10-1992            | 13              | 10           | Nr. 15 in de Radio 2 Top 30 |
| Man on the Moon                                      | 16-11-1992            | 19-12-992             | 20              | 7            | Nr. 17 in de Radio 2 Top 30 |
| Everybody Hurts                                      | 15-03-1993            | 29-05-1993            | 31(2wk)         | 13           | Nr. 18 in de Radio 2 Top 30 |
| What's the Frequency, Kenneth?                       | 05-09-1994            | 08-10-1994            | 19              | 9            | Nr. 16 in de Radio 2 Top 30 |
| Bang and Blame                                       | 31-10-1994            | 03-12-1994            | 22              | 8            | Nr. 13 in de Radio 2 Top 30 |
| Crush with Eyeliner                                  | 26-01-1995            | 11-03-1995            | 45              | 1            |                             |
| E-bow the Letter                                     | 16-08-1996            | 14-09-1996            | 48              | 1            |                             |
| Electrolite                                          | 02-12-1996            | 25-01-1997            | tip19           | -            |                             |
| Daysleeper                                           | 27-10-1998            | 17-10-1998            | tip9            | -            |                             |
| Lotus                                                | 07-12-1998            | 30-01-1999            | tip18           | -            |                             |
| Imitation of Life                                    | 23-04-2001            | 12-05-2001            | tip8            | -            |                             |
| Bad Day                                              | 10-10-2003            | 18-10-2003            | tip4            | -            |                             |
| Leaving New York                                     | 17-09-2004            | 02-10-2004            | tip7            | -            |                             |
| Supernatural Superserious                            | 11-02-2008            | 01-03-2008            | 17              | 15           |                             |
| Hollow Man                                           | 01-08-2008            | 28-06-2008            | tip11           | -            |                             |
| ÜBerlin                                              | 24-01-2011            | 05-02-2011            | tip2            | -            |                             |
| We All Go Back to Where We Belong                    | 17-10-2011            | 12-11-2011            | tip35           | -            |                             |

### NPO Radio 2 Top 2000
| Nummers met noteringen in de NPO Radio 2 Top 2000 | '99 | '00 | '01 | '02 | '03 | '04 | '05 | '06  | '07  | '08  | '09  | '10  | '11 | '12  | '13  | '14  | '15  | '16  | '17  | '18  | '19  | '20  | '21  | '22  | '23  | '24  |
| ------------------------------------------------- | --- | --- | --- | --- | --- | --- | --- | ---- | ---- | ---- | ---- | ---- | --- | ---- | ---- | ---- | ---- | ---- | ---- | ---- | ---- | ---- | ---- | ---- | ---- | ---- |
| Drive                                             | 570 | -   | -   | 652 | 483 | 528 | 659 | 851  | 983  | 737  | 730  | 925  | 732 | 750  | 685  | 862  | 1010 | 1151 | 1053 | 1227 | 1326 | 1296 | 1322 | 1275 | 1398 | 1416 |
| Everybody Hurts                                   | 31  | -   | 50  | 61  | 58  | 61  | 58  | 66   | 99   | 68   | 76   | 66   | 59  | 101  | 122  | 138  | 138  | 140  | 144  | 166  | 181  | 177  | 200  | 223  | 240  | 280  |
| Find the River                                    | -   | -   | -   | -   | -   | -   | -   | -    | -    | -    | -    | -    | -   | -    | -    | -    | -    | -    | -    | 1980 | 1604 | 1402 | 1372 | 1100 | 1221 | 1024 |
| It's the End of the World as We Know It           | -   | -   | -   | -   | -   | -   | -   | -    | -    | -    | -    | -    | -   | -    | -    | -    | -    | 1468 | 1377 | 1587 | 1724 | 983  | 1447 | 1616 | 1746 | 1999 |
| Losing My Religion                                | 25  | 15  | 37  | 42  | 33  | 46  | 76  | 79   | 132  | 60   | 67   | 83   | 68  | 118  | 111  | 126  | 112  | 80   | 73   | 84   | 112  | 102  | 103  | 110  | 124  | 126  |
| Man on the Moon                                   | -   | -   | -   | -   | -   | -   | -   | -    | -    | -    | 563  | 613  | 413 | 579  | 501  | 580  | 625  | 558  | 556  | 849  | 897  | 756  | 958  | 933  | 1080 | 1432 |
| Nightswimming                                     | -   | -   | -   | -   | -   | -   | -   | -    | -    | -    | -    | -    | -   | -    | -    | 616  | 551  | 503  | 470  | 586  | 648  | 575  | 631  | 580  | 651  | 649  |
| Shiny Happy People                                | -   | -   | -   | -   | -   | -   | -   | 1210 | 1367 | 1871 | 1038 | 1013 | 861 | 1375 | 1152 | 1200 | 1162 | 1132 | 1240 | 1419 | 1544 | 1295 | 1189 | 1343 | 1513 | 1540 |
| The One I Love                                    | -   | 241 | -   | 493 | 468 | 470 | 662 | 598  | 858  | 612  | 572  | 535  | 564 | 819  | 642  | 760  | 786  | 946  | 825  | 1136 | 1215 | 1343 | 1297 | 1384 | 1530 | 1764 |

1. ↑  Een '-' betekent dat het nummer niet was genoteerd en een vetgedrukt getal geeft de hoogste notering van een nummer aan.

### Video/dvd
- 1987 Succumbs (alleen video)
- 1990 Pop Screen
- 1990 Tourfilm
- 1991 This Film Is On
- 1995 Parallel
- 1996 Road Movie
- 2003 Perfect Square
- 2004 In View - The Best of R.E.M. 1988-2003
- 2007 R.E.M. Live (samen met de live cd uit dat jaar verkocht..)

| Dvd's met eventuele hitnoteringen in de Nederlandse Music Top 30 | Datum van verschijnen | Datum van binnenkomst | Hoogste positie | Aantal weken | Opmerkingen |
| ---------------------------------------------------------------- | --------------------- | --------------------- | --------------- | ------------ | ----------- |
| Perfect Square                                                   | 2003                  | 27-03-2004            | 29              | 1            |             |

| Dvd's met hitnoteringen in de Vlaamse Ultratop muziek-dvd top 10/20 | Datum van verschijnen | Datum van binnenkomst | Hoogste positie | Aantal weken | Opmerkingen |
| ------------------------------------------------------------------- | --------------------- | --------------------- | --------------- | ------------ | ----------- |
| Perfect Square                                                      | 2004                  | 27-03-2004            | 6               | 4            |             |

## Individuele songs
Het lied What's the Frequency, Kenneth? is gebaseerd op de overval op Dan Rather, bekend tv-nieuwspresentator van de Amerikaanse zender CBS. In 1986 werd hij overvallen door William Tager die hem de vraag toeriep wat de frequentie is. Hij wilde te weten komen op welke frequentie beelden in zijn hoofd gezonden werden om zijn daaruit voortkomende kwellingen te kunnen stoppen.
Man on the Moon is een ode aan Andy Kaufman, beroemd komiek en beroemd Elvis-imitator. het 'wake-up' nummer voor de crew op vluchtdag 7 van de laatste spaceshuttlevlucht met de Atlantis. Everybody Hurts is een nummer 1-hit in verschillende hitlijsten over de gehele wereld die op 15 april 1993 als single werd uitgegeven door Warner Bros. Records. Het nummer verscheen een half jaar eerder als albumnummer op Automatic for the People. Michael Stipe linkt het nummer nadrukkelijk aan zijn vriendschap met Kurt Cobain van Nirvana, waarvan hij zelf zegt dat het nummer aansluit op de psychische problemen die Cobain in die periode ervoer. In het algemeen wordt de song in verband gebracht met zelfmoord onder tieners.
Radio Free Europe gaat over de radiozender Vrij Europa die in 1949 opgericht was om informatie te zenden naar de bevolking die aan de oostelijke zijde van het IJzeren Gordijn leefde en die voornamelijk door de CIA werd gefinancierd.

## Trivia
- R.E.M. zou ook kunnen staan voor Rapid Eye Movement, zoals ook een verzameling R.E.M.-cd's (Fables of the Reconstruction, Dead Letter Office, Lifes Rich Pageant, Document en Eponymous) met een beperkte uitgave van duizend stuks getiteld werd.